# Žužići (gmina Tinjan)
Žužići – wieś w Chorwacji, w żupanii istryjskiej, w gminie Tinjan. W 2011 roku liczyła 110 mieszkańców.